# Студенець (Словаччина)
Студенець, або Студєнєць, Студенец (словац. Studenec) — село в Словаччині, Левоцькому окрузі Пряшівського краю. Розташоване на півночі східної Словаччини в Горнадській котловині на південних схилах Левоцьких гір.
Уперше згадується у 1264 році.
У селі є римо-католицький костел з 1892 року.

## Географія
Протікає річка Маргецанка.

## Населення
| Рік:            | 1994. | 2004.   | 2014.   | 2024.   |
| --------------- | ----- | ------- | ------- | ------- |
| Кількість осіб: | 457   | 499     | 492     | 540     |
| Різниця:        |       | +9,19 % | -1,40 % | +9,75 % |

| Рік:            | 2023. | 2024.   |
| --------------- | ----- | ------- |
| Кількість осіб: | 521   | 540     |
| Різниця:        |       | +3,64 % |

У селі проживає 473 осіб.
Національний склад населення (за даними останнього перепису населення — 2001 року):
- словаки — 98,43 %.

Склад населення за приналежністю до релігії станом на 2001 рік:
- римо-католики — 94,11 %,
- греко-католики — 1,38 %,
- не вважають себе вірянами або не належать до жодної вищезгаданої конфесії — 4,52 %